# Zodarion diatretum
Zodarion diatretum är en spindelart som beskrevs av Denis 1935. Zodarion diatretum ingår i släktet Zodarion och familjen Zodariidae.
Artens utbredningsområde är Spanien. Inga underarter finns listade i Catalogue of Life.